# 冈比西斯二世
冈比西斯二世（古波斯楔形文字：𐎣𐎲𐎢𐎪𐎡𐎹 Kambūjiya；?—前522年）是波斯阿契美尼德王朝的国王居鲁士大帝的儿子。在位時期為前530年—前522年3月。
前539年居鲁士大帝擊敗巴比倫王拿波尼度，成功奪取巴比倫，冈比西斯大约于前537年在巴比伦担任居鲁士的全权代理人，前530年居鲁士大帝戰死後繼承其王位，前525年他率波斯军队入侵埃及。昔兰尼（希腊在北非的殖民地）和利比亚自愿臣服冈比西斯；埃及在其军队于贝鲁西亚为冈比西斯击败后投降，法老普萨美提克三世被俘。前525年5月25日，冈比西斯成为埃及统治者，建立埃及第二十七王朝（波斯第一王朝）。他使用“埃及皇帝，诸国皇帝”为称号。

## 其他
- 冈比西斯之籤：收於藤子不二雄所著《異色短篇集》。描寫坎比塞斯大軍進入衣索比亞（史實為古實）後，缺乏糧食。吃光糧草馬匹的士兵最後每10人為一組，抽籤抽籤抽出一人當作其餘9人的糧食的殘酷事件。

## 脚注
1. ↑  Akbarzadeh, D.; A. Yahyanezhad. . Khaneye-Farhikhtagan-e Honarhaye Sonati. 2006: 59. ISBN 964-8499-05-5 （波斯语）.

### 文学
- Ebers, Georg. An Egyptian Princess （页面存档备份，存于） 1864. (English translation of Eine ägyptische Königstochter) at Project Gutenberg.
- Preston, Thomas. Cambises （页面存档备份，存于） 1667. Plaintext ed. Gerard NeCastro (closer to original spelling) in his collection Medieval and Renaissance Drama （页面存档备份，存于）.

| 前任： 居鲁士二世 | 阿契美尼德王朝君主 | 继任： 高墨塔 （篡位者） |